# ساليناس

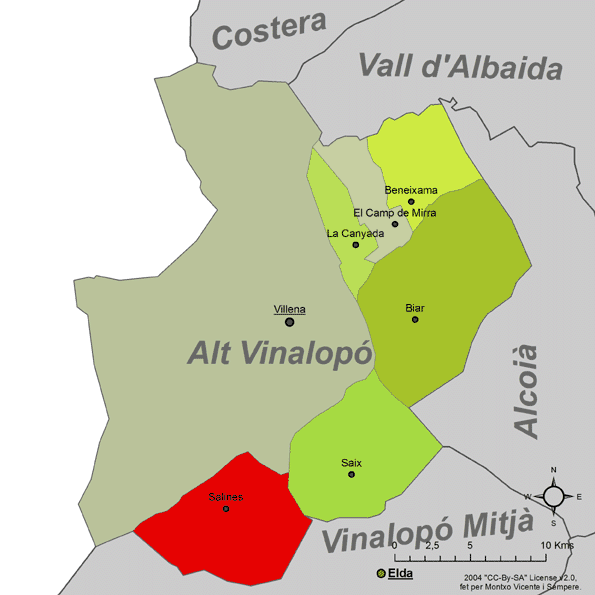
موقع البلدية

بلدية ساليناس (بالإسبانية: Salinas)‏, هي بلدية تقع في مقاطعة اليكانتي. جنوب شرق إسبانيا. يبلغ عدد سكانها 1.498 نسمة.